# リバイバリスト
リバイバリスト（revivalist）は、キリスト教におけるリバイバルの指導者。
大衆にリバイバルが広がるためには、ペンテコステの日のように、説教が大きな役割を果たす。リバイバリストは優れた説教者でもある。その説教は、罪に対する神の裁き、十字架の贖罪、新生、再臨などを強調しているのが特徴である。

## 主なリバイバリスト
- ジョン・ウェスレー（イギリス、メソジストの創始者）
- ホイットフィールド（アメリカ）
- ジョナサン・エドワーズ（アメリカ）
- チャールズ・フィニー（アメリカ）
- ドワイト・ライマン・ムーディー（アメリカ）
- エバン・ロバーツ（ウェールズ・リバイバル）
- ジョナサン・ゴーフォース（カナダ、満州リバイバル）
- 中田重治（日本、ホーリネス運動の指導者）
- 柘植不知人（日本）